# یعقوب عیسی
یعقوب عیسی (زاده ۲۳ فوریه ۱۹۸۸)، بازیکن فوتبال قطری است که در نقش مهاجم برای العربی بازی می‌کند.

## دوران باشگاهی
یعقوب عیسی محصول تیم‌های پایه العربی است. در ۱۴ اکتبر ۲۰۱۷، یعقوب عیسی نخستین بازی خود برای العربی را در برابر ام صلال و در لیگ ستارگان قطر انجام داد. وی به عنوان جایگزین محمد سالم به میدان رفت.